# Jeu de lettres
Un jeu de lettres est un jeu de société ou un casse-tête dans lequel le ou les joueurs doivent composer ou découvrir des mots à l'aide de lettres. Le support de jeu est constitué le plus souvent de jetons imprimés ou de cartes à jouer spéciales.
La principale difficulté associée à ce type de jeu est la base de référence. Les joueurs doivent s'entendre sur le choix d'un dictionnaire, accepter ou non les abréviations, les formes conjuguées, les mots composés, les mots étrangers et les noms propres...
Les scrabbleurs francophones ont surmonté la difficulté depuis 1990 en faisant éditer par Larousse un Officiel du jeu Scrabble composé selon leurs souhaits et actualisé régulièrement.

## Quelques jeux de lettres
Jeux de lettres classiques :
- Mots croisés
- Mots fléchés
- Mots mêlés

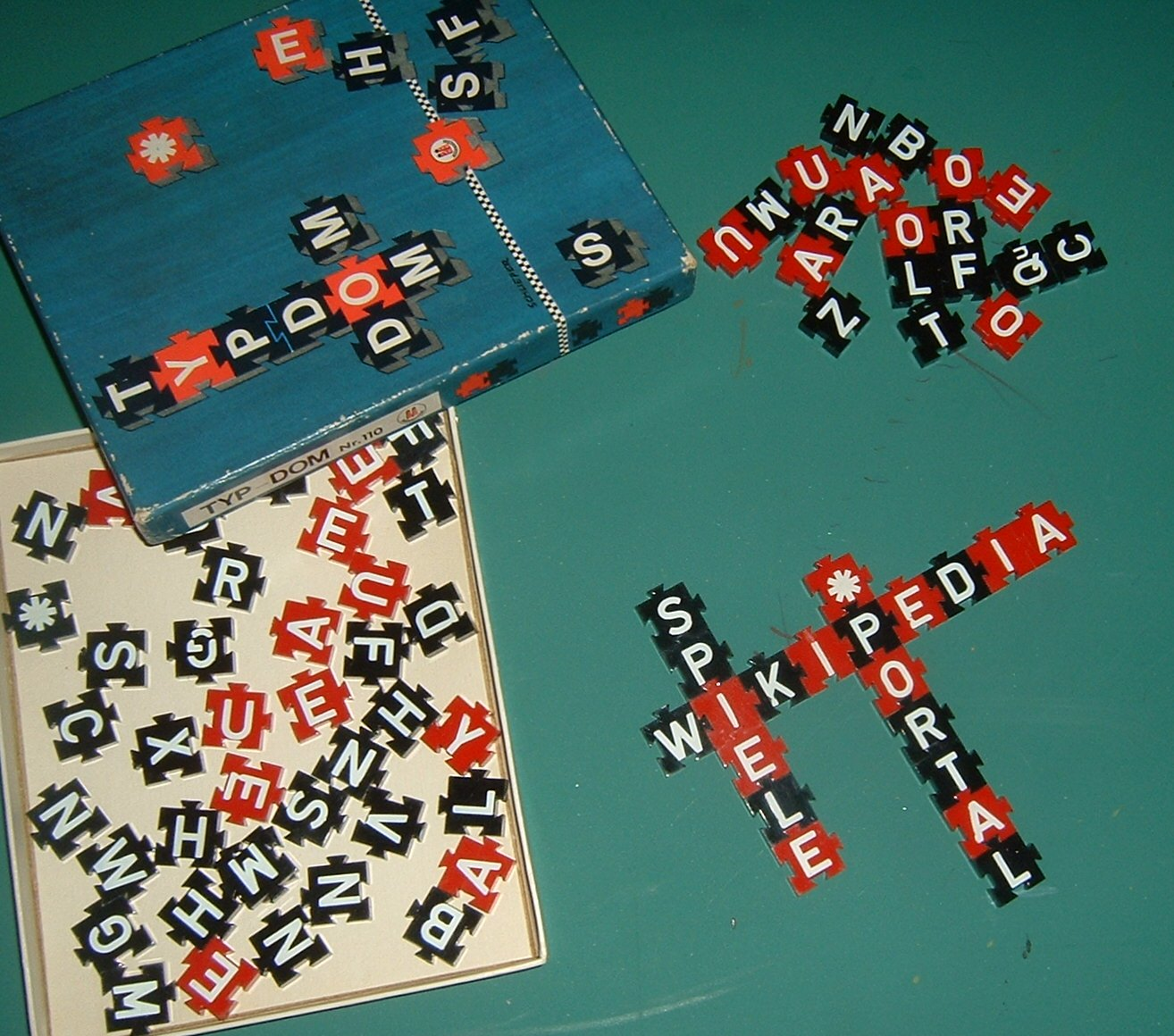
Typdom, un jeu de lettres de 1930

- Mots codés : jeu de lettres consistant à remplir une grille en remplaçant les chiffres par des lettres, le même chiffre représentant toujours la même lettre.

Jeux de société :
- Bananagrams: Un jeu de lettres où les joueurs doivent combiner toutes leurs lettres pour former une grille de mots croisés.

- Boggle : les joueurs doivent composer des mots à partir d'un tirage aléatoire de dés.
- Composio : à chaque tour, un joueur doit ajouter une lettre ou accuser le joueur précédent de ne pouvoir faire un mot avec les lettres déjà ajoutées.
- Crashword : Lancer les dés et trouvez un mot, sauf si ! Jeu très original, rapide, incluant des événements perturbateurs.
- Diamino : un des plus anciens jeux de lettres, ancêtre du Scrabble.
- Duplicabble : un jeu de Scrabble en duplicate : chaque joueur a le même tirage.
- Jarnac : deux joueurs s'opposent en formant des anagrammes ; il est possible de "voler" un mot oublié par l'adversaire.
- Le Mot le plus long : rendu célèbre par le jeu télévisé Des chiffres et des lettres.
- Lettramix : les joueurs doivent constituer le maximum de mots le plus long possible en trois minutes chrono. Un jeu édité depuis 2009 par Alphacité.
- Lettriq : jeu informatique, résultat d'un mélange entre le Scrabble et Tetris.
- Lexicon : datant de 1933, constitué de cartes-lettres avec de nombreuses règles.
- Mixmo : Jeu de lettres dynamique. Pour gagner, il faut être le premier à terminer sa grille de mots. Un jeu créé en 2007 et édité depuis avril 2009 par Sly Frog Games.
- Mokolé : jeu de lettres en ligne où il faut deviner les 12 lettres composant une mini-grille de 6 mots. Chaque lettre à deviner est associée à une couleur dans la grille.
- Motus : un jeu télévisé dérivé du Mastermind et adapté en jeu de société.
- Octoverso : Un jeu de lettres innovant où 8 lettres chevalées imprimées recto verso coulissent un rail pivotant. Chaque joueur compose un mot du côté de son choix à partir de 2 lettres existantes, et repousse les lettres en trop chez son adversaire. 1er Prix tendances Paris 2010, Grand Prix de la presse Paris 2011.
- Optimo! : jeu de lettres et de rapidité édité chez Topi games en 2015 où il faut être le plus réactif et trouver le meilleur mot correspondant aux cartes en jeu. Sur les 6 cartes disposées face aux joueurs se trouvent des lettres et des contraintes grammaticales variées.
- Pendu : Le pendu est un jeu consistant à trouver un mot en devinant quelles sont les lettres qui le composent. Le jeu se joue traditionnellement à deux, avec un papier et un crayon, selon un déroulement bien particulier.
- Ramdam : Un jeu de lettres se trouvant à mi-chemin du Scrabble et de Tetris.
- Rackword : Jeu de lettres multijoueurs en temps réel inspiré du scrabble, mais qui introduit ses propres règles.
- Rummikub Lettres : adaptation du Rami avec des lettres.
- Scrabble : le jeu de lettres le plus pratiqué dans de nombreux pays.
- TopWord : semblable au Scrabble, mais avec la possibilité d'empiler les lettres verticalement.
- Traqmo : jeu créé en 2018 par Jean-Luc Brenas. Avec leurs jetons les joueurs composent des mots de quatre lettres.
- Vertimo : jeu de lettres stratégique basé sur le principe des mots mêlés.
- Zakhia : jeu de mots croisés et de connaissances autorisant les noms propres.